# Гаркуша, малороссийский разбойник
«Гаркуша, малороссийский разбойник» — исторический роман русского писателя Василия Нарежного, оставшийся незаконченным и опубликованный спустя более века после смерти автора. В 1931 году в Харькове увидел свет перевод романа на украинский язык, в 1950 году был впервые опубликован оригинальный текст (в составе первого тома сборника «Русские повести XIX века 20-х и 30-х годов»).

## Сюжет
Главный герой романа — украинский пастух, мирная жизнь которого заканчивается из-за конфликта с сельским священником. Гаркуше приходится уйти в лес во главе разбойничьей шайки. Он обосновывается в «пустыне» (на дне огромного оврага) и оттуда совершает набеги на окрестных помещиков, а однажды даже берёт штурмом большое село. Чтобы увеличить свой отряд, главный герой решает жениться на «атамане-девице» Олимпии. Та рассказывает ему свою историю и соглашается на брак. Описанием свадьбы заканчивается написанная часть романа.
Значительная часть повествования приходится на историю Сидора — одноглазого и горбатого сельского дьячка, ставшего одним из есаулов Гаркуши.

## Создание и оценки
Нарежный работал над «Гаркушей» в 1825 году, накануне смерти. У главного героя есть прототип, Семён Гаркуша, который в 1770-х годах разбойничал на Украине. А. Смирдин, выпустивший в 1835—1836 годах первое собрание сочинений Нарежного, хотел включить в него и «Гаркушу», но цензор запретил публикацию, так как увидел в тексте излишнее сочувствие к главному герою.
Литературоведы считают «Гаркушу» «вполне состоявшимся произведением» и относят к жанру разбойничьего романа, популярному во второй половине XVIII века. Благодаря использованию образа существовавшего в реальности украинского разбойника это произведение превратилось в исторический роман, достоверно показывающий к тому же крестьянский быт. В советскую эпоху его относили к «наиболее значительным антикрепостническим произведениям первой четверти XIX века» и поэтому неоднократно переиздавали. Литературовед Н. Шахмагонов называет в числе достоинств «Гаркуши» «самобытный язык», «яркие, выписанные с юмором эпизоды».
Н. Степанов констатировал, что в «Гаркуше» Нарежный продолжал свой переход к «реалистическому и социально насыщенному роману», прерванный из-за ранней смерти. Этот роман стал к тому же свидетельством интереса писателя к украинскому материалу, проявившегося также в романах «Бурсак» и «Два Ивана, или Страсть к тяжбам».